# Championnats du monde féminins de boxe amateur 2022
Navigation
Édition précédente Édition suivante
Les 12e Championnats du monde de boxe amateur féminins se déroulent du 6 au 21 mai 2022 à Istanbul, en Turquie, sous l'égide de l'AIBA (Association internationale de boxe amateur). Ils devaient initialement se tenir du 6 au 18 décembre 2021 avant d'être reportés en raison de la crise sanitaire liée au Covid-19.

## Contexte
Du fait de l'exclusion de la Russie par le Tribunal arbitral du sport de toutes compétitions internationales jusqu'en décembre 2022, les boxeuses russes ne peuvent représenter officiellement leur nation. Elles participent donc de manière « neutre » à la compétition en représentant leur fédération sportive, la Fédération russe de boxe. Il en est de même pour la Thaïlande, l'Indonésie et la Corée du Nord, leurs agences nationales antidopage ayant été déclarées non conformes par l'Agence mondiale antidopage en octobre 2021.

## Dotations
Pour la première fois, les médaillées seront récompensées par des prix importants de la part de l'AIBA avec une enveloppe à 2,4 millions de dollars US. Le prix pour la première place est de 100 000$, les médaillés d'argent reçoivent 50 000$ et les deux médaillés de bronze dans chaque catégorie de poids reçoivent 25 000 $1.

## Résultats

### Podiums
| Catégorie de poids           | Or                       | Argent                    | Bronze                       |
| ---------------------------- | ------------------------ | ------------------------- | ---------------------------- |
| Poids pailles (-48 kg)       | Ayşe Çağırır (TUR)       | Alua Balkibekova (KAZ)    | Aldana López (ARG)           |
| Poids pailles (-48 kg)       | Ayşe Çağırır (TUR)       | Alua Balkibekova (KAZ)    | Sevda Asenova (BUL)          |
| Poids mi-mouches (-50 kg)    | Buse Naz Çakıroğlu (TUR) | Ingrit Valencia (COL)     | Aziza Yokubova (UZB)         |
| Poids mi-mouches (-50 kg)    | Buse Naz Çakıroğlu (TUR) | Ingrit Valencia (COL)     | Laura Fuertes (ESP)          |
| Poids mouches (-52 kg)       | Nikhat Zareen (IND)      | Jutamas Jitpong (THA)     | Zhaina Shekerbekova (KAZ)    |
| Poids mouches (-52 kg)       | Nikhat Zareen (IND)      | Jutamas Jitpong (THA)     | Caroline de Almeida (BRA)    |
| Poids coqs (-54 kg)          | Hatice Akbaş (TUR)       | Lăcrămioara Perijoc (ROU) | Dina Zholaman (KAZ)          |
| Poids coqs (-54 kg)          | Hatice Akbaş (TUR)       | Lăcrămioara Perijoc (ROU) | Preedakamon Tintabthai (THA) |
| Poids plumes (-57 kg)        | Lin Yu-ting (TPE)        | Irma Testa (ITA)          | Karina Ibragimova (KAZ)      |
| Poids plumes (-57 kg)        | Lin Yu-ting (TPE)        | Irma Testa (ITA)          | Manisha Moun (IND)           |
| Poids légers (-60 kg)        | Rashida Ellis (USA)      | Beatriz Ferreira (BRA)    | Alessia Mesiano (ITA)        |
| Poids légers (-60 kg)        | Rashida Ellis (USA)      | Beatriz Ferreira (BRA)    | Donjeta Sadiku (KOS)         |
| Poids super-légers (-63 kg)  | Amy Broadhurst (IRL)     | Imane Khelif (ALG)        | Parveen Hooda (IND)          |
| Poids super-légers (-63 kg)  | Amy Broadhurst (IRL)     | Imane Khelif (ALG)        | Chelsey Heijnen (NED)        |
| Poids welters (-66 kg)       | Busenaz Sürmeneli (TUR)  | Charlie Cavanagh (CAN)    | Ichrak Chaib (ALG)           |
| Poids welters (-66 kg)       | Busenaz Sürmeneli (TUR)  | Charlie Cavanagh (CAN)    | Janjaem Suwannapheng (THA)   |
| Poids super-welters (-70 kg) | Lisa O'Rourke (IRL)      | Alcinda Panguana (MOZ)    | Sema Çalışkan (TUR)          |
| Poids super-welters (-70 kg) | Lisa O'Rourke (IRL)      | Alcinda Panguana (MOZ)    | Valentina Khalzova (KAZ)     |
| Poids moyens (-75 kg)        | Tammara Thibeault (CAN)  | Atheyna Bylon (PAN)       | Rady Gramane (MOZ)           |
| Poids moyens (-75 kg)        | Tammara Thibeault (CAN)  | Atheyna Bylon (PAN)       | Davina Michel (FRA)          |
| Poids mi-lourds (-81 kg)     | Gabrielė Stonkutė (LTU)  | Oliwia Toborek (POL)      | Jessica Bagley (AUS)         |
| Poids mi-lourds (-81 kg)     | Gabrielė Stonkutė (LTU)  | Oliwia Toborek (POL)      | Elif Güneri (TUR)            |
| Poids lourds (+81 kg)        | Şennur Demir (TUR)       | Khadija Mardi (MAR)       | Lidia Fidura (POL)           |
| Poids lourds (+81 kg)        | Şennur Demir (TUR)       | Khadija Mardi (MAR)       | Mokhira Abdullaeva (UZB)     |

### Tableau des médailles
| Rang  | Nation         | Or | Argent | Bronze | Total |
| ----- | -------------- | -- | ------ | ------ | ----- |
| 1     | Turquie        | 5  | 0      | 2      | 7     |
| 2     | Irlande        | 2  | 0      | 0      | 2     |
| 3     | Canada         | 1  | 1      | 0      | 2     |
| 4     | Inde           | 1  | 0      | 2      | 3     |
| 5     | Taipei chinois | 1  | 0      | 0      | 1     |
| 5     | États-Unis     | 1  | 0      | 0      | 1     |
| 5     | Lituanie       | 1  | 0      | 0      | 1     |
| 8     | Kazakhstan     | 0  | 1      | 4      | 5     |
| 9     | Thaïlande      | 0  | 1      | 2      | 3     |
| 10    | Algérie        | 0  | 1      | 1      | 2     |
| 10    | Brésil         | 0  | 1      | 1      | 2     |
| 10    | Italie         | 0  | 1      | 1      | 2     |
| 10    | Mozambique     | 0  | 1      | 1      | 2     |
| 10    | Pologne        | 0  | 1      | 1      | 2     |
| 15    | Colombie       | 0  | 1      | 0      | 1     |
| 15    | Maroc          | 0  | 1      | 0      | 1     |
| 15    | Panama         | 0  | 1      | 0      | 1     |
| 15    | Roumanie       | 0  | 1      | 0      | 1     |
| 19    | Ouzbékistan    | 0  | 0      | 2      | 2     |
| 20    | Argentine      | 0  | 0      | 1      | 1     |
| 20    | Australie      | 0  | 0      | 1      | 1     |
| 20    | Bulgarie       | 0  | 0      | 1      | 1     |
| 20    | Espagne        | 0  | 0      | 1      | 1     |
| 20    | France         | 0  | 0      | 1      | 1     |
| 20    | Kosovo         | 0  | 0      | 1      | 1     |
| 20    | Pays-Bas       | 0  | 0      | 1      | 1     |
| Total | Total          | 12 | 12     | 24     | 48    |